# پیت رایماکرش
پیت رایماکرش (انگلیسی: Piet Raijmakers؛ زادهٔ ۲۹ سپتامبر ۱۹۵۶) سوارکار پرش اهل هلند بود.